# 妮查恩·金达蓬
妮查恩·金达蓬（1991年3月31日—），泰國女子羽毛球單打運動員。為泰國國家隊於2012年優霸盃、2013年、2017年蘇迪曼盃獲得季軍、2018年優霸盃獲亞，以及在2015年至2019年連續三屆東南亞運動會羽球比賽奪下女子團體金牌的主力成員。2022年9月10日，因傷病因素宣布退役。

## 簡歷

### 2009年 早年及出道
妮查恩·金达蓬生於泰國布吉，自8歲開始練習羽毛球，一年後開始參加比賽，直到2009年首次參加成年級別的國際賽事，出戰越南國際挑戰賽，最終打進女单八強。同年7月，她出战泰國羽毛球黃金大獎賽，在女单準决赛以1比2（16-21、21-19、23-25）不敌中国的王榮。同年10月，她代表泰国参加马来西亚亞羅士打举办的世界青年羽毛球錦標賽，助泰国队赢得混合團體季军。同年11月，她出战馬來西亞羽毛球國際挑戰賽，在女单準决赛以1比2（20-22、21-14、16-21）不敌赛会7号种子、晚辈的拉差诺·因达农。

### 2010年-2012年 越南羽球赛夺冠
2010年12月，妮查恩·金达蓬与Pattharaporn Jindapol出战印度羽毛球國際挑戰賽，在女双决赛以0比2（6-21、18-21）不敌赛会头号种子、队友的沙威麗·阿米達拜/Nessara Somsri，赢得亚军。
2012年3月，妮查恩·金达蓬出战越南國際挑戰賽，在女单决赛以2比1（17-21、21-11、21-19）击败了日本的峰步美，赢得国际赛事单打冠军，亦是她首个國際挑戰賽女单冠军。

### 2013年 加拿大及碧特博格羽球赛夺冠
2013年4月，妮查恩·金达蓬出战澳洲黃金大獎賽，在女单决赛以0比2（22-24、10-21）不敌赛会7号种子、日本的高橋沙也加，赢得亚军。同年5月，她入选蘇迪曼盃的女单主力，助泰国队赢得混合團體季军。同年7月，她出战美國黃金大獎賽，在女单準决赛以1比2（21-13、17-21、12-21）不敌日本的楠瀨由佳。同月，她出战加拿大大獎賽打進女單決賽，最後以2比0（21-18、21-16）擊敗香港的葉姵延，奪得職業生涯首個大獎賽冠軍。同年10月，她出战碧特博格羽毛球黃金大獎賽，在女单决赛以2比0（21-13、21-13）横扫赛会5号种子、保加利亚的琳达·塞奇妮，夺得第一个黃金大獎賽的冠军。

### 2014年-2015年 瑞士及巴林羽球赛夺冠、东运会女團夺金
2014年2月，妮查恩·金达蓬出战德國羽毛球黃金大獎賽，在女单準决赛以0比2（16-21、16-21）不敌赛会头号种子、韩国的成池鉉。同年6月，她出战印尼羽毛球首要超級賽，在女单準决赛以0比2（19-21、10-21）不敌赛会头号种子、中国的李雪芮。同年8月，她參加丹麥哥本哈根舉行的世界羽毛球錦標賽，以14號種子身分出戰女子單打項目，故在首圈輪空。但在第二圈就以1比2（21-15、13-21、9-21）不敵印尼的琳达·韦尼·法内特里出局。
2015年1月，妮查恩·金达蓬出战印度羽毛球黃金大獎賽，在女单準决赛以0比2（10-21、16-21）不敌赛会头号种子、印度的塞娜·内维尔。同年6月，她代表泰国参加新加坡举办的東南亞運動會羽毛球比賽，随队赢得团体赛金牌。同年10月，她出战瑞士羽毛球國際賽，在女单决赛以2比1（16-21、21-16、21-14）击败了德国的奥尔佳·科农，赢得冠军。同年11月，她出战巴林羽毛球國際挑戰賽，在女单决赛以2比0（24-22、21-10）击败了印度的萨伊利·拉内，赢得冠军。同年12月，她出战美國羽毛球大獎賽，在女单準决赛以0比2（14-21、8-21）不敌赛会7号种子、苏格兰名将的克里斯蒂·吉尔莫。

### 2016年
2016年1月，妮查恩·金达蓬出战印度羽毛球黃金大獎賽，在女单準决赛以0比2（16-21、8-21）不敌赛会2号种子、韩国的成池鉉。同年6月，她出战中華台北羽毛球公開賽，在女单準决赛以0比2（14-21、15-21）不敌赛会2号种子、中華台北的戴資穎。同年9月，她出战印尼羽毛球大師賽，在女单準决赛以0比2（18-21、5-21）不敌赛会8号种子、马来西亚的吳堇溦。同年10月，她出战泰國羽毛球黃金大獎賽，在女单準决赛以1比2（12-21、21-12、13-21）不敌日本的大堀彩。同年11月，她出战碧特博格羽毛球黃金大獎賽，在女单决赛以0比2（11-21、18-21）不敌赛会头号种子、中国的何冰娇，赢得亚军。

### 2017年 碧特博格羽球赛夺冠、卫冕东运会女團
2017年2月，妮查恩·金达蓬出战泰國羽毛球大師賽，在女单準决赛以0比2（16-21、17-21）不敌赛会4号种子、日本的大堀彩。同期2月，她代表泰国参加越南胡志明市举办的亞洲羽毛球混合團體錦標賽，助球队赢得混合團體季军。同年5月，她入选蘇迪曼盃的女单主力，助泰国队赢得混合團體季军。同年6月，她在印尼首要超級賽8強賽中，以2比1（21-19、8-21、21-17）擊敗世界排名第一、台灣的戴資穎，終止對方的跨季27連勝紀錄；但在準決賽，她就以1比2（21-13、18-21、14-21）不敵日本的佐藤冴香出局。同年8月，她代表泰国参加马来西亚吉隆坡举办的東南亞運動會羽毛球比賽，随队赢得团体赛金牌。同年10月，她出战碧特博格羽毛球黃金大獎賽，在女单决赛以2比1（21-17、15-21、21-19）击败了赛会头号种子、美国的张蓓雯，赢得冠军。同年11月，她出战韓國羽毛球大師賽，在女单準决赛以0比2（19-21、19-21）不敌赛会5号种子、韩国的李張美。

### 2018年
2018年1月，妮查恩·金达蓬出战泰國羽毛球大師賽，在女单决赛以2比0（21-11、21-18）击败了赛会3号种子、队友的蓬帕威·磋楚翁，赢得冠军。同年3月，她出战德國羽毛球公開賽，在女单準决赛以1比2（19-21、21-13、14-21）不敌赛会4号种子、中国的陈雨菲。同年5月，她入选優霸盃的女单主力，助泰国女队赢得女子團體亚军。同年7月，她出战新加坡羽毛球公開賽，在女单準决赛以1比2（15-21、21-12、14-21）不敌赛会7号种子、中国的高昉潔。同年8月，她代表泰国参加印尼雅加达举办的亞洲運動會羽毛球比賽，助泰国女队赢得女子團體铜牌。

## 主要比賽成績
只列出曾進入準決賽的國際賽事成績：
| 年份   | 賽事                     | 公開賽級別 | 項目     | 拍檔                  | 成績   |
| ------ | ------------------------ | ---------- | -------- | --------------------- | ------ |
| 2009年 | 泰國羽毛球黃金大獎賽     | 黃金大獎賽 | 女子單打 | －                    | 準決賽 |
| 2009年 | 樂魚羽毛球國際系列賽     | 國際系列賽 | 女子單打 | －                    | 準決賽 |
| 2009年 | 印尼羽毛球國際挑戰賽     | 國際挑戰賽 | 女子單打 | －                    | 準決賽 |
| 2009年 | 世界青年羽毛球錦標賽     | 其他       | 混合團體 | －                    | 季軍   |
| 2009年 | 馬來西亞羽毛球國際挑戰賽 | 國際挑戰賽 | 女子單打 | －                    | 準決賽 |
| 2010年 | 印度羽毛球國際挑戰賽     | 國際挑戰賽 | 女子雙打 | Pattharaporn Jindapol | 亞軍   |
| 2012年 | 越南羽毛球國際挑戰賽     | 國際挑戰賽 | 女子單打 | －                    | 冠軍   |
| 2013年 | 澳洲羽毛球黃金大獎賽     | 黃金大獎賽 | 女子單打 | －                    | 亞軍   |
| 2013年 | 蘇迪曼盃                 | 其他       | 混合團體 | －                    | 準決賽 |
| 2013年 | 美國羽毛球黃金大獎賽     | 黃金大獎賽 | 女子單打 | －                    | 準決賽 |
| 2013年 | 加拿大羽毛球大獎賽       | 大獎賽     | 女子單打 | －                    | 冠軍   |
| 2013年 | 碧特博格羽毛球黃金大獎賽 | 黃金大獎賽 | 女子單打 | －                    | 冠軍   |
| 2014年 | 德國羽毛球黃金大獎賽     | 黃金大獎賽 | 女子單打 | －                    | 準決賽 |
| 2014年 | 印尼羽毛球首要超級賽     | 首要超級賽 | 女子單打 | －                    | 準決賽 |
| 2015年 | 印度羽毛球黃金大獎賽     | 黃金大獎賽 | 女子單打 | －                    | 準決賽 |
| 2015年 | 東南亞運動會羽毛球比賽   | 其他       | 女子團體 | －                    | 金牌   |
| 2015年 | 瑞士羽毛球國際賽         | 國際挑戰賽 | 女子單打 | －                    | 冠軍   |
| 2015年 | 巴林羽毛球國際挑戰賽     | 國際挑戰賽 | 女子單打 | －                    | 冠軍   |
| 2015年 | 美國羽毛球大獎賽         | 大獎賽     | 女子單打 | －                    | 準決賽 |
| 2016年 | 印度羽毛球黃金大獎賽     | 黃金大獎賽 | 女子單打 | －                    | 準決賽 |
| 2016年 | 中華台北羽毛球公開賽     | 黃金大獎賽 | 女子單打 | －                    | 準決賽 |
| 2016年 | 印尼羽毛球大師賽         | 黃金大獎賽 | 女子單打 | －                    | 準決賽 |
| 2016年 | 泰國羽毛球黃金大獎賽     | 黃金大獎賽 | 女子單打 | －                    | 準決賽 |
| 2016年 | 碧特博格羽毛球黃金大獎賽 | 黃金大獎賽 | 女子單打 | －                    | 亞軍   |
| 2017年 | 泰國羽毛球大師賽         | 黃金大獎賽 | 女子單打 | －                    | 準決賽 |
| 2017年 | 亞洲羽毛球混合團體錦標賽 | 其他       | 混合團體 | －                    | 季軍   |
| 2017年 | 蘇迪曼盃                 | 其他       | 混合團體 | －                    | 季軍   |
| 2017年 | 印尼羽毛球首要超級賽     | 首要超級賽 | 女子單打 | －                    | 準決賽 |
| 2017年 | 東南亞運動會羽毛球比賽   | 其他       | 女子團體 | －                    | 金牌   |
| 2017年 | 碧特博格羽毛球黃金大獎賽 | 黃金大獎賽 | 女子單打 | －                    | 冠軍   |
| 2017年 | 韓國羽毛球大師賽         | 大獎賽     | 女子單打 | －                    | 準決賽 |
| 2018年 | 泰國羽毛球大師賽         | 超級300賽  | 女子單打 | －                    | 冠軍   |
| 2018年 | 德國羽毛球公開賽         | 超級300賽  | 女子單打 | －                    | 準決賽 |
| 2018年 | 優霸盃                   | 其他       | 女子團體 | －                    | 亞軍   |
| 2018年 | 新加坡羽毛球公開賽       | 超級500賽  | 女子單打 | －                    | 準決賽 |
| 2018年 | 亞洲運動會羽毛球比賽     | 其他       | 女子團體 | －                    | 铜牌   |
| 2019年 | 澳洲羽毛球公開賽         | 超級300賽  | 女子單打 | －                    | 準決賽 |
| 2019年 | 東南亞運動會羽球比賽     | 其他       | 女子團體 | －                    | 金牌   |
| 2019年 | 東南亞運動會羽球比賽     | 其他       | 女子單打 | －                    | 銅牌   |
| 2020年 | 亞洲羽毛球團體錦標賽     | 其他       | 女子團體 | －                    | 季軍   |

| 2007-2017年 | 首要超級賽 | 超級賽 | 黃金大獎賽 | 大獎賽 | 國際挑戰賽 | 國際系列賽 | 未來系列賽 | 其他 |

| 2018-2026年 | 總決賽 | 超級1000賽 | 超級750賽 | 超級500賽 | 超級300賽 | 超級100賽 | 國際挑戰賽 | 國際系列賽 | 未來系列賽 | 其他 |

### 奧運會和世錦賽參賽紀錄
|          | 2014 | 2015 | 2016 | 2017 | 2018 | 2019 |
| -------- | ---- | ---- | ---- | ---- | ---- | ---- |
| 女子單打 | 32強 | －   | －   | －   | 32強 | 32強 |

## 主要对賽记录
妮查恩·金达蓬與主要對手的對賽成績如下（只列出對賽四次或以上對手，截至2018年5月26日）：

| 對手          | 對賽次數 | 對賽結果 | 對賽結果 | 總計 |
| 對手          | 對賽次數 | 勝       | 負       | 總計 |
| ------------- | -------- | -------- | -------- | ---- |
| 拉差诺·因达农 | 6        | 1        | 5        | -4   |

| 對手                     | 對賽次數 | 對賽結果 | 對賽結果 | 總計 |
| 對手                     | 對賽次數 | 勝       | 負       | 總計 |
| ------------------------ | -------- | -------- | -------- | ---- |
| 成池鉉                   | 11       | 3        | 8        | -5   |
| 塞娜·內維爾              | 9        | 1        | 8        | -7   |
| 戴資穎                   | 8        | 1        | 7        | -6   |
| 裴延姝                   | 7        | 2        | 5        | -3   |
| 佐藤冴香                 | 6        | 3        | 3        | 0    |
| 張蓓雯                   | 6        | 3        | 3        | 0    |
| 琳达·韦尼·法内特里       | 5        | 3        | 2        | +1   |
| 葉姵延                   | 5        | 3        | 2        | +1   |
| 奥原希望                 | 5        | 1        | 4        | -3   |
| 娜塔莉亚·佩米诺娃        | 4        | 4        | 0        | +4   |
| 西蒙娜·普鲁茨            | 4        | 4        | 0        | +4   |
| 玛丽亚·费贝·库苏马斯图蒂 | 4        | 2        | 2        | 0    |
| 高橋沙也加               | 4        | 1        | 3        | -2   |
| 卡罗列娜·马琳            | 4        | 1        | 3        | -2   |
| 普萨拉·文卡塔·辛杜       | 4        | 1        | 3        | -2   |

## 外部連結
- 维基共享资源上的相關多媒體資源：妮查恩·金达蓬